# 堀川国安
堀川国安（ほりかわ くにやす）は、江戸時代の山城国の刀工。
堀川国広の弟という。新刀最上作にして大業物、茎には「国安」と二字銘だけ切る。正宗の偽物を作刀したことで破門されたという説もある。
作柄としては、左利きのため茎の鑢目が勝手上がり（勝手下がりの逆）になるという特徴がある。刃文は師国広に似る。